# 조선민주주의인민공화국 고등교육성
고등교육성(高等敎育省)은 조선민주주의인민공화국의 폐지된 중앙 행정 기관이다. 1960년 12월 27일 교육문화성에서 분리되었으며, 대학 설립사무 및 해외 유학에 관한 행정 사무를 담당하였다. 후에 교육성에 통합되었다. 2010년 6월 교육성이 교육위원회로 개편되면서 교육위 산하로 부활하였다. 이때는 대학 관련 사무를 담당한다. 서열은 교육위원장의 다음이며, 간혹 김일성종합대학 총장을 겸직한다.

## 연혁
- 1948년 9월 2일 문화선전성 설치
- 1957년 8월 3일 문화선전성 폐지, 문화선전성의 일부 기능과 문교성의 기능 일부를 합쳐 교육문화성 설치
- 1960년 12월 27일 교육문화성이 보통교육성과 중등교육성, 고등교육성, 문화성으로 분리, 고등교육성 발족
- 보통교육성과 통합하여 교육성으로 재개편
- 2010년 6월 교육성이 교육위원회로 확대 재개편, 고등교육성 부활

## 역대 고등교육상
- 김종항 : 1962년 10월 23일 ~
- 태형철 : 2010년] 6월 ~ 2010년 8월 19일
- 성자립 : 2010년 8월 19일 ~ , 김일성종합대학 총장 겸직
- 태형철 : 2014년 4월 ~ 2019년 4월, 김일성종합대학 총장 겸직
- 최상건 : 2019년 4월 ~  2020년 1월, 김일성종합대학 총장 겸직
- 리국철 : 2020년 1월 ~ , 김일성종합대학 총장 겸직

## 같이 보기
- 조선민주주의인민공화국 보통교육성
- 조선민주주의인민공화국 교육문화성